# Chad LaRose
Chad LaRose (* 27. März 1982 in Fraser, Michigan) ist ein ehemaliger US-amerikanischer Eishockeyspieler, der im Verlauf seiner aktiven Karriere zwischen 2000 und 2017 unter anderem 547 Spiele für die Carolina Hurricanes in der National Hockey League auf der Position des rechten Flügelstürmers bestritten hat. Mit den Hurricanes gewann LaRose im Jahr 2006 den Stanley Cup gewann.

## Karriere

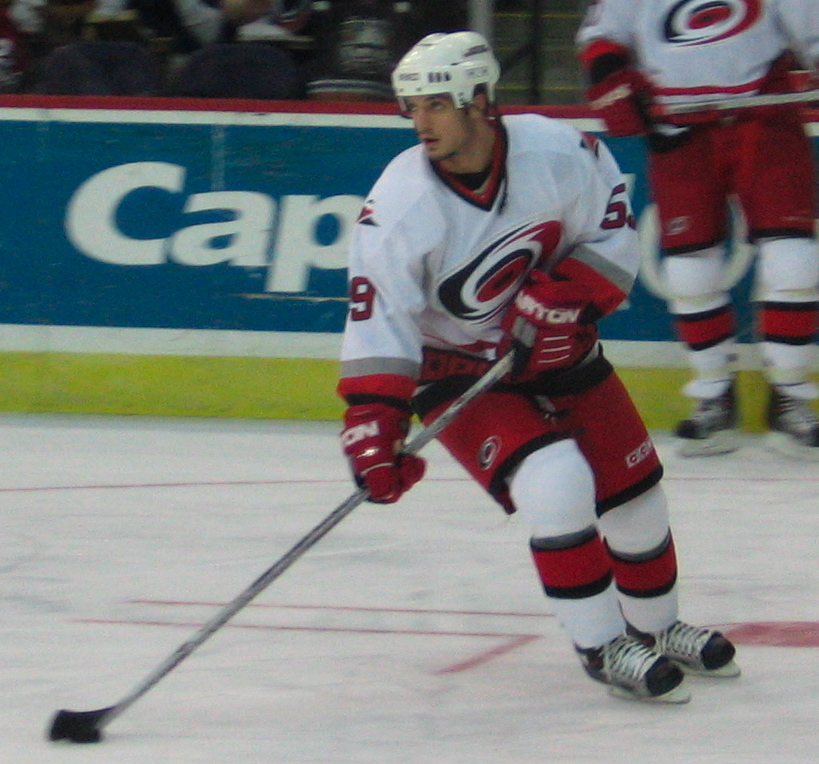
LaRose im Trikot der Carolina Hurricanes

Chad LaRose wurde am 6. August 2003 von den Carolina Hurricanes verpflichtet, die ihm einen Dreijahresvertrag gaben, nachdem er in der Vorsaison 61 Tore in 67 Spielen für die Plymouth Whalers in der Ontario Hockey League erzielt hatte. Obwohl er nie zuvor gedraftet wurde, lenkte der Angreifer mit insgesamt 117 Scorerpunkten das Interesse zahlreicher NHL-Scouts auf sich und unterschrieb bei den Hurricanes als Free Agent. Unter anderem hatte er zuvor an zwei Trainingslagern der Detroit Red Wings (2001 und 2002) teilgenommen.
Am Ende der Spielzeit 2005/06 gewann LaRose mit den Hurricanes den Stanley Cup. Im Juli 2006 unterschrieb LaRose einen neuen Zweijahresvertrag bei den Hurricanes, der ihm 900.000 US-Dollar pro Saison einbrachte. Am 2. Juli 2009 verlängerte der US-Amerikaner seinen Vertrag erneut für zwei weitere Spielzeiten. Durch seinen neuen Vertrag erhielt er bis 2011 insgesamt 3,4 Millionen US-Dollar. Schließlich beendete LaRose seine NHL-Karriere dort im Sommer 2013.
Nach einer einjährigen Pause lief er in der Saison 2014/15 für die Charlotte Checkers in der American Hockey League auf. Danach pausierte er fast zwei Jahre und unterzeichnete im Januar 2017 einen Vertrag bei den Orlando Solar Bears aus der ECHL, der aber bereits nach einem Monat wieder aufgelöst wurde. Anschließend beendete er seine aktive Karriere im Alter von 35 Jahren endgültig.

## Erfolge und Auszeichnungen
- 2003 Leo Lalonde Memorial Trophy
- 2003 OHL Plus/Minus Award
- 2003 OHL Second All-Star Team
- 2006 Stanley-Cup-Gewinn mit den Carolina Hurricanes

## Karrierestatistik

### International
Vertrat die USA bei:
- U20-Junioren-Weltmeisterschaft 2002
- Weltmeisterschaft 2007

(Legende zur Spielerstatistik: Sp oder GP = absolvierte Spiele; T oder G = erzielte Tore; V oder A = erzielte Assists; Pkt oder Pts = erzielte Scorerpunkte; SM oder PIM = erhaltene Strafminuten; +/− = Plus/Minus-Bilanz; PP = erzielte Überzahltore; SH = erzielte Unterzahltore; GW = erzielte Siegtore; 1 Play-downs/Relegation; Kursiv: Statistik nicht vollständig)